# Abri de combat

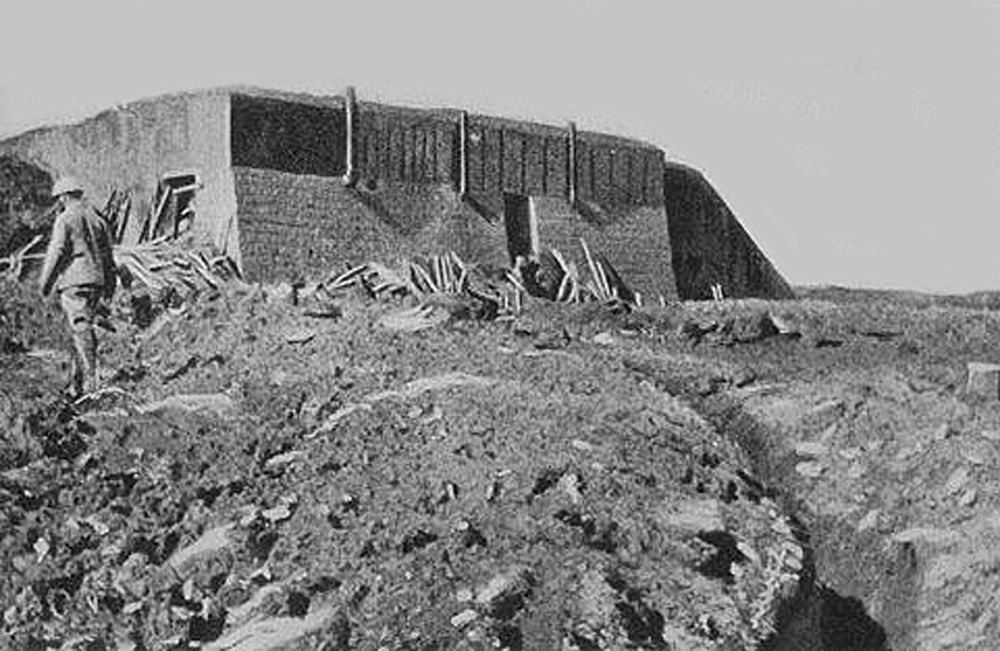
Abri de combat im Kampfgelände von Verdun (Eventuell „TF 1“ im Abschnitt Thiaumont–Frodeterre)

Die Abri de combat (dt.: etwa: Kampf-Schutzraum – von den deutschen Soldaten „Infanterieraum“ oder kurz „I-Raum“ genannt) waren kleine Schutzräume gegen Artilleriebeschuss, die als Teil de Barrière de fer in den vorgeschobenen Verteidigungsringen der Festen Plätze Verdun, Épinal, Toul, und Belfort angelegt worden waren. 

## Beschreibung
Abri de combat befanden sich in unmittelbarer Nähe der fixen Verteidigungslinien und waren mit den Ouvrages d’infanterie durch Verbindungsgräben verbunden. Sie lagen immer in Mulden oder im Gegenhang, waren so meisten der Sicht entzogen und konnten auch durch die Artillerie nicht im direkten Schuss bekämpft werden. Obwohl es sich allein von der Bauart her um reine Schutzräume handelte, waren ein großer Teil von ihnen in der Schlacht um Verdun  erbittert umkämpft. Die meisten der Abris haben während der Schlacht auch schwerem Beschuss standgehalten. Ausnahmen waren jene, die in der Hauptkampfzone standen und nahezu ununterbrochen unter schwerem Feuer lagen. Die Abris TD 1, TD 2 und TD 3 im Zwischenfeld von Thiaumont – Douaumont (kleine Ausführung) sind fast vollständig zerstört.
Die Bezeichnung der einzelnen Bauwerke war auf die Lage bezogen, so war der „Abri de combat MF 1“ im Abschnitt Maas – Froideterre, „Abri de combat TD 1“ im Abschnitt Thiaumont – Douaumont gelegen.
Die Bauten enthielten zwei oder vier Unterkunftsräume mit Sitz- und Schlafgelegenheiten. Mindestens eine Küchenecke mit einem Ofen zum Aufwärmen der Essensrationen war vorhanden. Die Beleuchtung erfolgte durch Petroleumlampen. Ebenso waren Latrinen vorhanden. Es gab eine kleine Zisterne unter dem Boden zur Wasserversorgung. Die Baupläne wiesen Unterschiede auf, da man auf die Geländebeschaffenheit Rücksicht nahm. Allen gleich sind lediglich die Baudaten (Anzahl und Größe der Räume, Mauerdicke et cetera).
Es waren drei Typen dieser Schutzräume erbaut worden:
- Abri de combat modèle 1898 (für eine Kompanie)
- Abri de combat modèle 1898 (für eine halbe Kompanie)
- Abri de combat modèle 1913 (für eine Kompanie)

## Abri de combat modèle 1898
Die Wände dieser Schutzräume bestanden aus armiertem Beton, wobei die Außenwände (links, rechts und Front) mit einer vier Meter dicken Schotterschicht umgeben waren, an die sich der gewachsene Boden anschloss. Als Decke verwendete man eine 1,6 Meter dicke Betonplatte, die sich über das gesamte Bauwerk erstreckt und auf der hinteren Schutzwand auflag. Sie war mit einer 20 bis 40 cm dicken Erdschicht bedeckt. Im Inneren befanden sich zwei oder vier Räume mit Sitz- und Schlafplätzen für 100 Mann (½ Kompanie) oder für 200 Mann (eine Kompanie). Die Räume waren 10 m lang und 4 Meter breit. Die Deckenhöhe betrug 2,5 bis 3 m. Die Trennmauer aus Bruchstein war 1 m dick und mit einem Durchgang versehen. Es gab zu jedem Raum jeweils einen Eingang der mit einem starken Türgitter versehen war. Die Eingänge waren jeweils 1,20 m breit und reichte bis unter die Decke. Die großen Schutzräume verfügten über einen kleinen Küchenraum 1,5 m × 1,5 m. Die Latrine lag bei den kleinen Abris außerhalb in einer Nische der Außenwand und war ungeschützt. (Später wurden eiserne Türen angebracht.) Vor die Rückwand war eine Schutzwand aus Mauerwerk erbaut (am Fuß 1,5 m, oben 1 m dick), um den direkten Beschuss der Eingangstüren in die Ruheräume zu verhindern. Manchmal war bei der großen Ausführung die Latrine hinter die Schutzmauer versetzt. Die Verbindung zu den anderen militärischen Einrichtungen erfolgte per Telefon. Einige der Unterstände waren mit gepanzerten Beobachtungskuppeln (Guérite blindée) ausgestattet.

## Abri de combat modèle 1913
Von diesem Typ wurden nur fünf Exemplare gebaut, da mit Beginn des Ersten Weltkriegs das Projekt und die entsprechenden Bauarbeiten eingestellt wurden. Sie befinden sich alle im Vorfeld des Festen Platzes Epinal.
Die Unterschiede zum Vorgängermodell waren nur gering. Sie bestanden lediglich darin, dass auch die Innenwände und die rückwärtige Schutzwand aus Beton gefertigt waren, die Schotterschicht war weggefallen. Da man dem Bau nunmehr doch eine etwas aktivere Rolle zugedacht hatte, war an der rückwärtigen Wand ein Kehlkoffer zur Bestreichung des Eingangsbereichs angebaut worden.

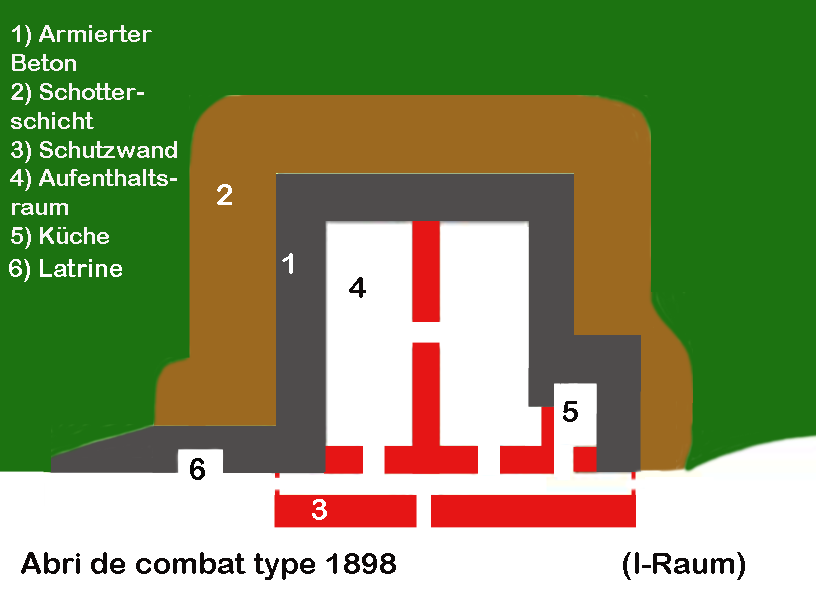
Schutzbau modèle 1898 mit 2 Räumen
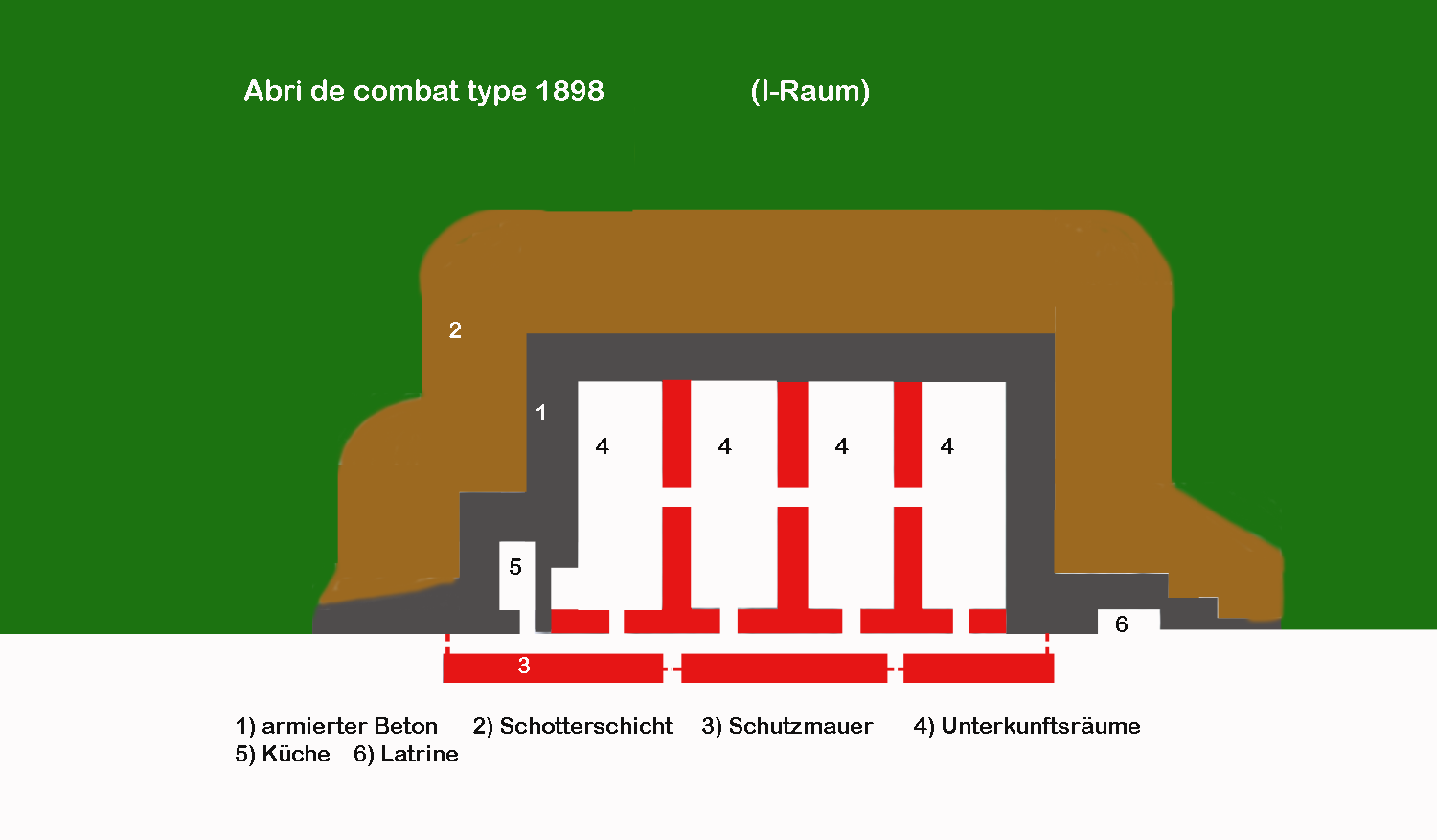
Schutzbau modèle 1898 mit 4 Räumen
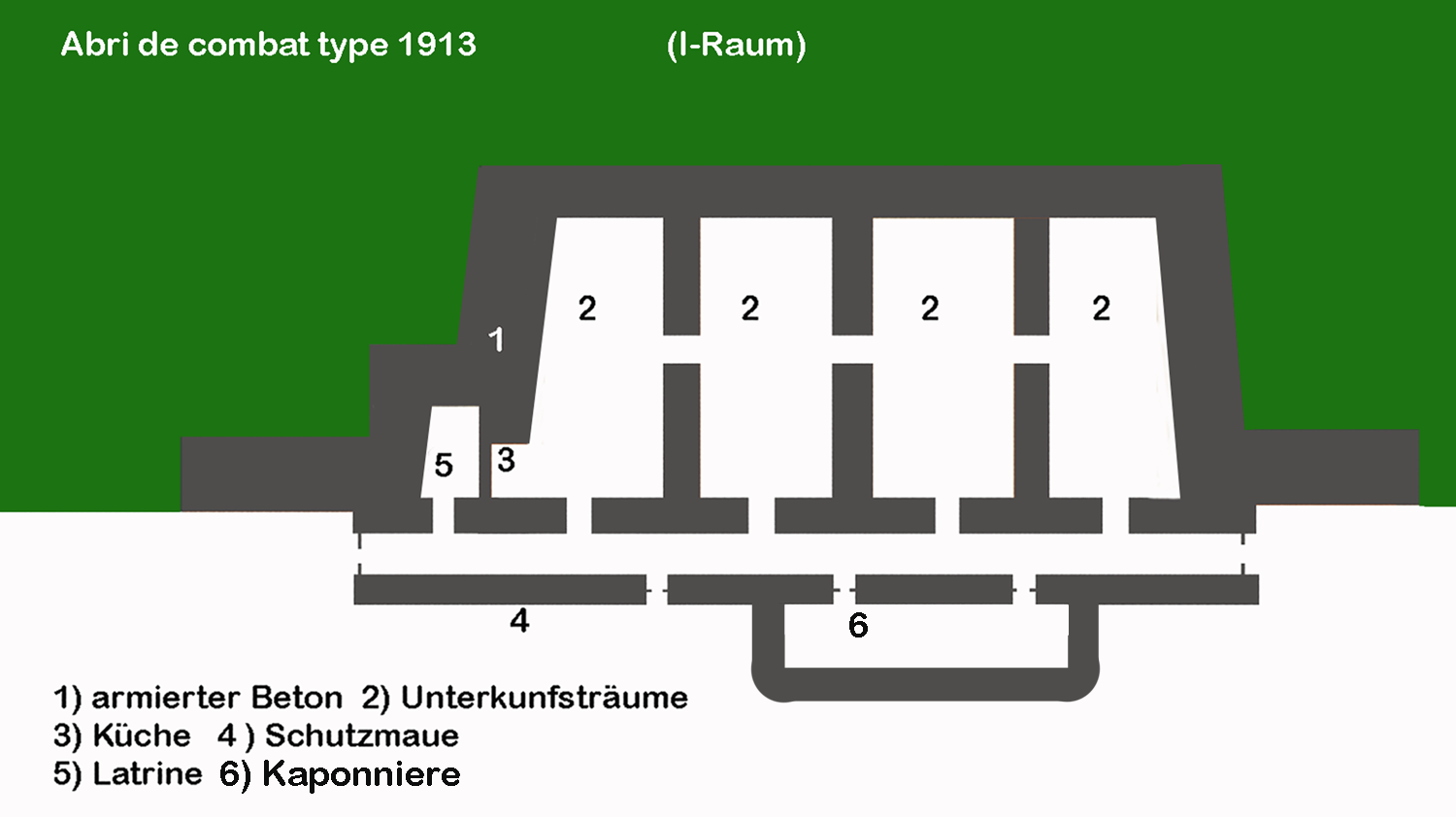
Schutzbau modèle 1913

## Gesamtzahl
Es wurden insgesamt 86 Bunker aller Typen errichtet.
34 in Verdun
18 in Toil
20 in Épinal (davon 5 vom Typ 1913)
14 in Belfort
Die Gesamtkosten aller Bauwerke beliefen sich auf 4.730.000 Goldfrancs.